# Eric de Camargo Smidt
Eric de Camargo Smidt (n. 1970) es un botánico, y profesor brasileño. Trabaja académicamente en la Universidad Federal de Paraná, en sistemática y ecología molecular vegetal, con énfasis en la flora del Estado de Paraná.
A 2012, Smidt describió diez nuevas especies de orquídeas de Brasil; además de revisar géneros y especies anteriormente establecidos.